# Näshultaån

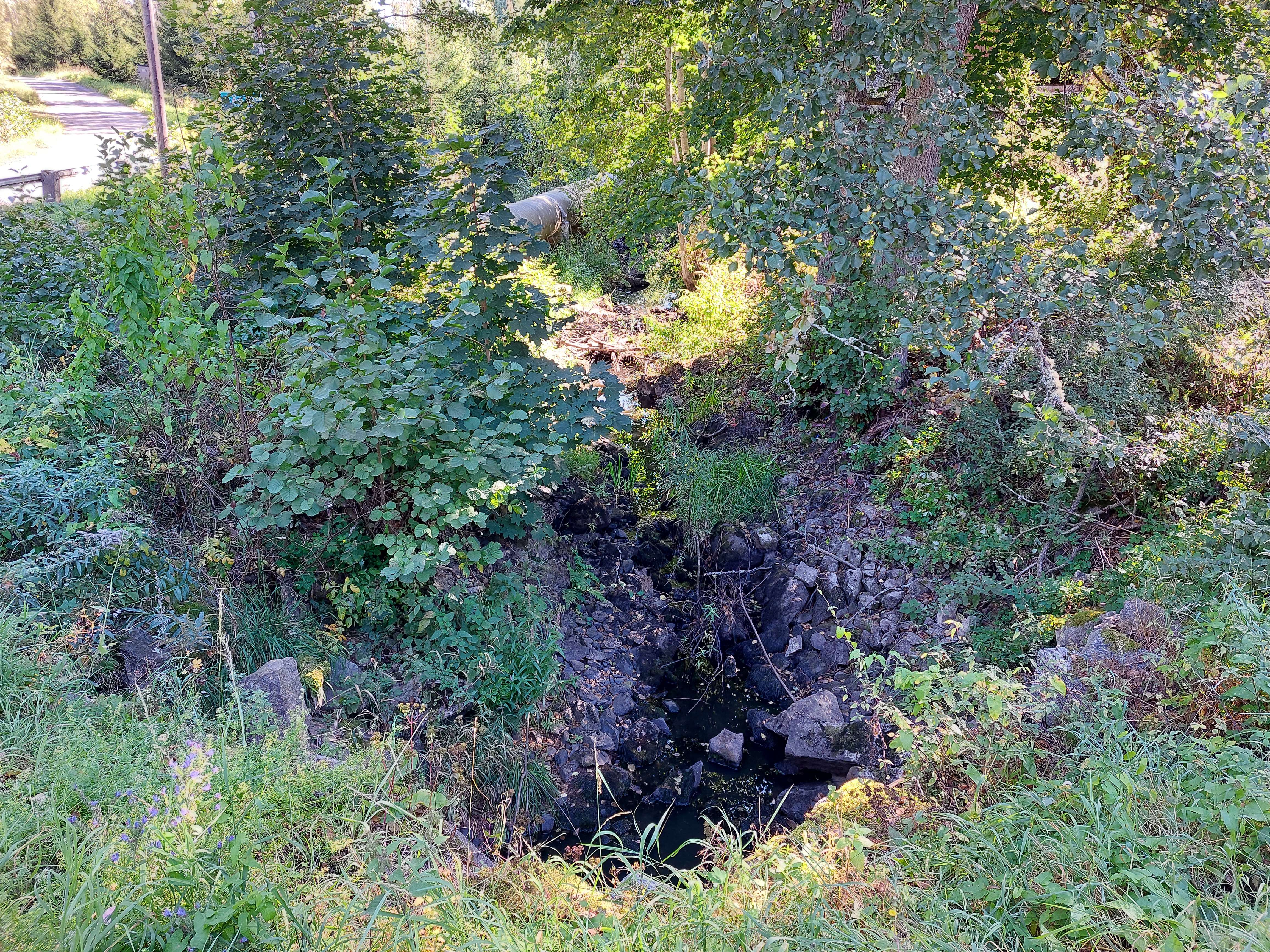
Näshultaån, år 2024.

Näshultaån är en naturlig å i Södermanland med en längd av 2,2 km. Ån förbinder Hjälmaren med Näshultasjön.

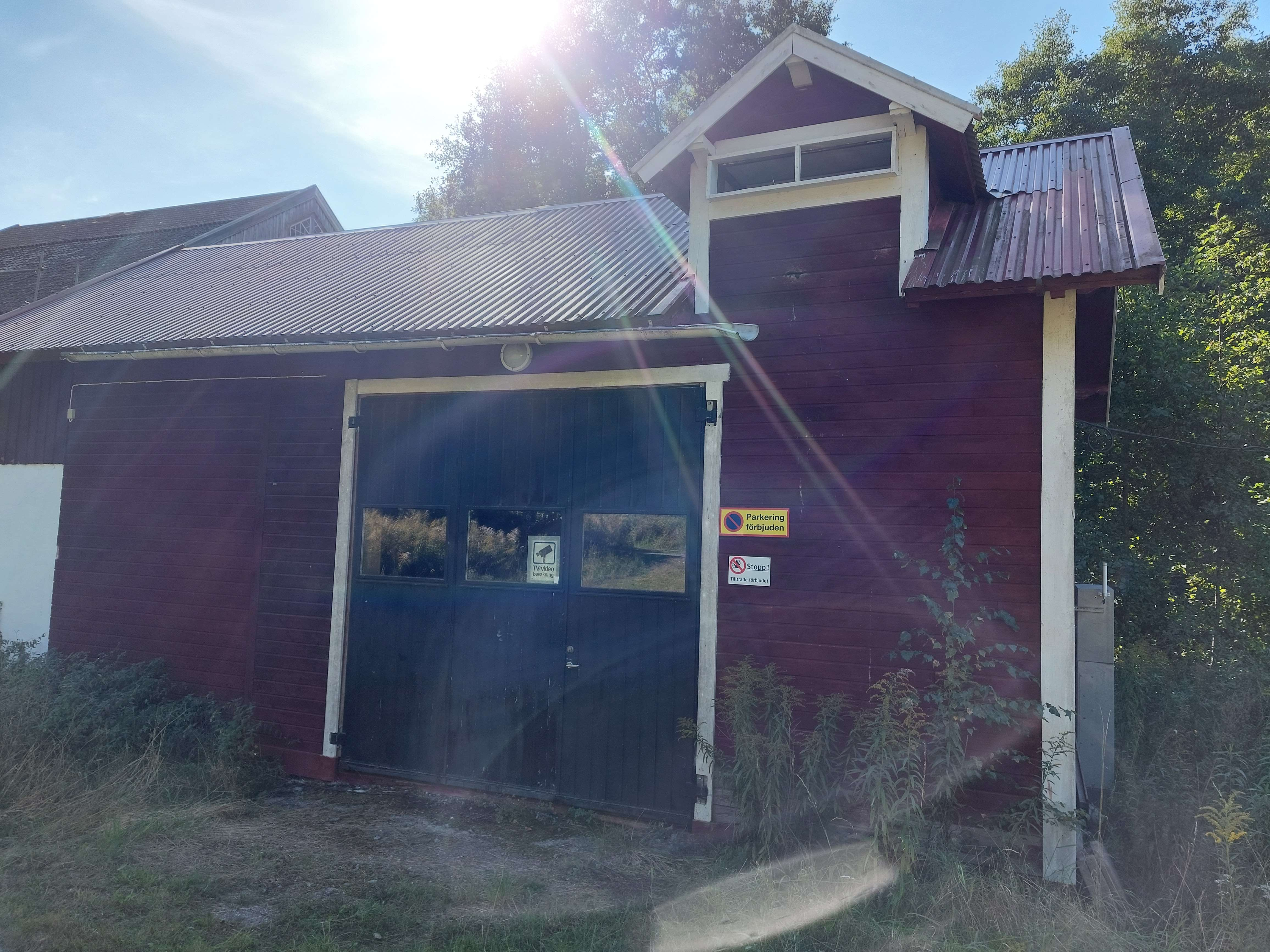
Kraftverket vid ån, år 2024.

Vattenfallet med fallhöjden på 13 meter har uttnyttjats för flera industriella ändamål, inklusive mjölkvarnar, vattensåg, tegelbruk, tjärfabrik, ett vattenkraftverk och även ett järnbruk. Kvarnverksamheten, som startade på 1200-talet, var i drift fram till 1951.